# Hanns Kerrl
Hanns Kerrl (ur. 11 grudnia 1887, zm. 15 grudnia 1941) – polityk nazistowski, w l. 1933-1934 minister sprawiedliwości Prus, od 16 kwietnia 1934 minister bez teki, a następnie od 16 lipca 1935 minister ds. wyznań religijnych w rządzie Hitlera.